# Governo provvisorio spagnolo (1868-1871)
Il Governo provvisorio del 1868-1871 fu un governo transitorio insediatosi in Spagna dopo il trionfo della Rivoluzione del 1868, la Gloriosa, che pose fine al regno di Isabella II.
Costituisce il primo periodo del Sessennio Democratico (1868-1874) ed è suddiviso in due fasi:
- la prima, caratterizzata dall'elaborazione della nuova Costituzione del 1869 sotto un governo provvisorio formato dal Partito Progressista guidato dal generale Juan Prim e l'Unione Liberale guidata dal generale Francisco Serrano, e da cui fu infine escluso il terzo firmatario del patto, il Partito Democratico;
- la seconda, iniziata con l'approvazione della nuova Costituzione nel giugno 1869 e la nomina a reggente dell'allora presidente del governo provvisorio, il generale Serrano, con il generale Prim che ha assunto la presidenza del governo, e che si è conclusa il 2 gennaio 1871 con l'incoronazione di Amedeo I di Savoia.